# سیدنی داوسون
سیدنی داوسون (انگلیسی: Sidney Dawson؛ زادهٔ ۱۸۹۳) بازیکن فوتبال است.
از باشگاه‌هایی که در آن بازی کرده‌است می‌توان به باشگاه فوتبال گریمزبی تاون اشاره کرد.